# Halle Tony Garnier
De Halle Tony Garnier is de grootste concertzaal en evenementenhal van de Franse stad Lyon. De hal ligt in de wijk Gerland, in het 7e arrondissement van de stad, in de buurt van het metrostation Stade de Gerland, nabij het gelijknamige stadion.

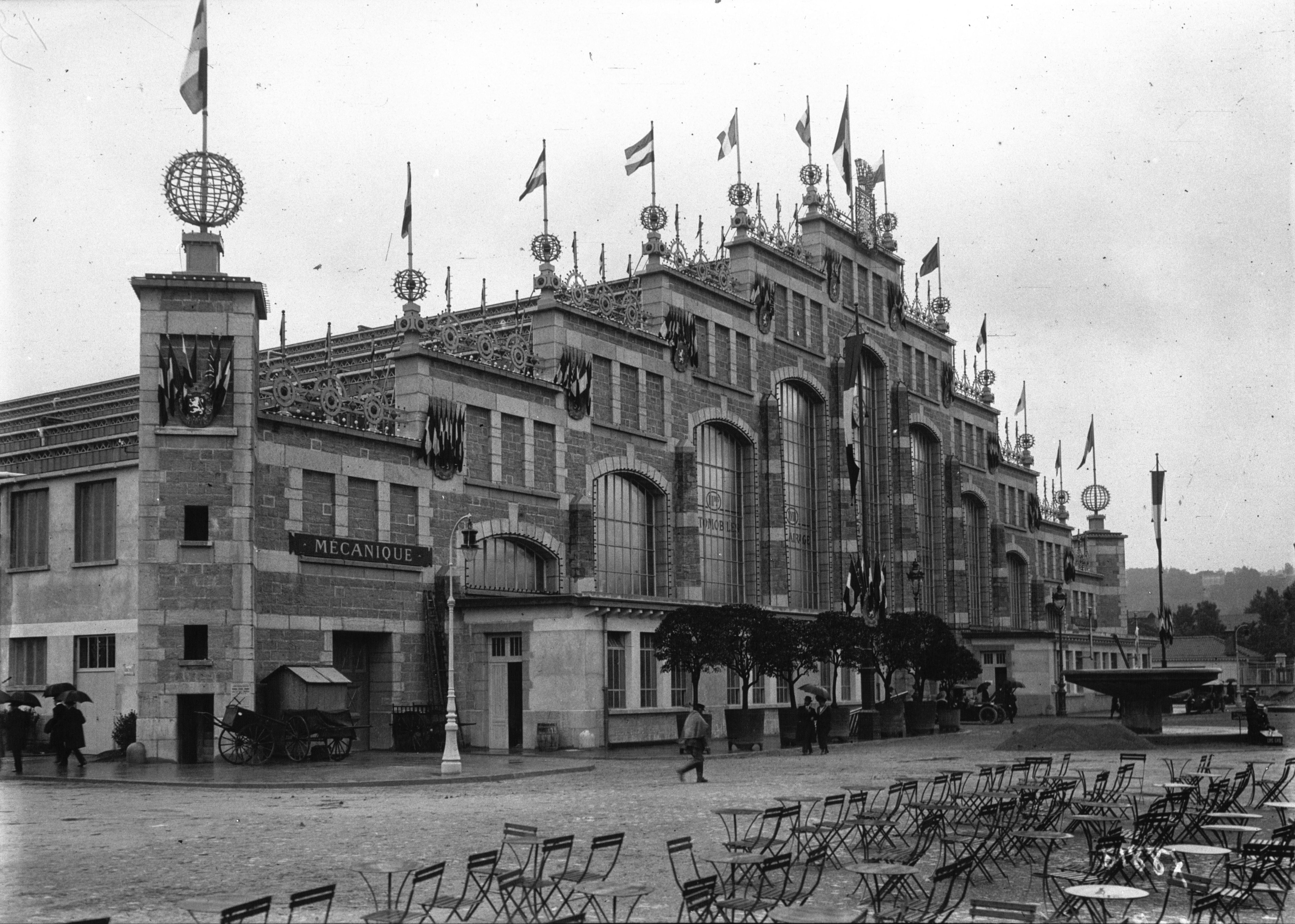
Halle Tony Garnier in 1914

De zaal is in 1914 gebouwd door de architect Tony Garnier, die vele belangrijke bouwwerken uit het begin van de 20e eeuw op zijn naam heeft staan, voornamelijk in Lyon. Met een oppervlakte van 17.000 m² onder een enkele overkapping, zonder pilaren, is de hal voor die tijd een architectonisch hoogstandje. Tony Garnier had de opdracht gekregen in het kader van de Wereldtentoonstelling van 1914 die in Lyon georganiseerd zou worden. Door het uitbreken van de Eerste Wereldoorlog gaat dit echter niet door, en de hal wordt in beslag genomen om er een wapenfabriek in onder te brengen. Na de oorlog doet de hal dienst als veemarkt, en in 1990 wordt de zaal omgebouwd tot evenementen- en concertzaal.
De zaal kan plaats bieden aan 5.000 tot 17.000 personen. Vele nationaal en internationaal bekende artiesten hebben er opgetreden. De zaal is bereikbaar via de metrostations Stade de Gerland en Debourg aan lijn B, en tramlijn 1, halte Halle Tony Garnier.